# چهل چشمه کرونی
چهل چشمه، روستایی از توابع بخش ارژن شهرستان شیراز در استان فارس ایران است.

## جمعیت
این روستا در دهستان دشت ارژن قرار دارد و از نظر تقسیمات کشوری مرکز دهستان دشت ارژن می‌باشد و براساس سرشماری مرکز آمار ایران در سال۱۳۹۰، جمعیت ۱۱۸۹نفر (۳۱۱ خانوار) بوده است.

## گویش
گویش مردمان این ناحیه لری کُرونی می‌باشد که از نظر ساختار جز گویش‌های لری قرار می‌گیرد و با کُردی کرونی فرق دارد.